# حفيرة سيد شرف (غيزانية)
حفيرة سيد شرف (بالفارسية: حفیره‌سیدشرف) هي قرية وتقع في إيران في قسم غيزانية الريفي.